# Королевский ирландский полк (1992)
Королевский ирландский полк (англ. Royal Irish Regiment), полное название — 27-й (Иннискиллингский), 83-й, 87-й и Ольстерский оборонный Креста «За выдающееся мужество» полк (англ. 27th (Inniskilling) 83rd and 87th and Ulster Defence Regiment Conspicuous Gallantry Cross), в тактических обозначениях R IRISH — пехотный полк Британской армии, образованный 1 июля 1992 и несущий службу и по сей день.
Этот полк является правопреемником Королевского ирландского полка, существовавшего с 1684 по 1922 годы, и по факту преемником шести номерных пехотных полков Британской армии: 27-го Иннискиллингского, 83-го графства Дублина, 86-го графства Даун, 87-го Королевских ирландских фузилёров, 89-го имени принцессы Виктории и 108-го Мадрасского. В списке важности находится ниже Королевских валлийцев, но выше Парашютного полка.
Королевский ирландский полк на протяжении своего существования с 1992 года исполнял обязанности Ольстерского полка обороны по поддержанию порядка в Северной Ирландии. Также он проходил службу в Косово, Сьерра-Леоне, Ираке и Афганистане. Является единственным ирландским полком линейной пехоты в армии Великобритании.

## Структура
Полк, образованный в 1992 году, имел несколько различных вариантов структуры. В его рядах служили выходцы из Королевских ирландских рейнджеров и Ольстерского полка обороны. Изначально в составе полка было 11 батальонов:
- Регулярная армия (Общая служба)
  - 1-й батальон, Королевский ирландский полк
  - 2-й батальон, Королевский ирландский полк
- Территориальная армия[англ.]
  - 4-й батальон, Королевские ирландские рейнджеры
  - 5-й батальон, Королевские ирландские рейнджеры
- Регулярная армия, батальоны из Северной Ирландии (Домашняя служба)
  - 3-й графства Даун батальон, Королевский ирландский полк
  - 4-й графств Фермана и Тирон батальон, Королевский ирландский полк
  - 5-й графства Лондондерри батальон, Королевский ирландский полк
  - 6-й графства Арма батальон, Королевский ирландский полк (бывший 2-й/11-й батальон Ольстерского оборонного полка)
  - 7-й города Белфаста батальон, Королевский ирландский полк
  - 8-й графства Тирон батальон, Королевский ирландский полк
  - 9-й графства Антрим батальон, Королевский ирландский полк

Батальоны Домашней службы, базировавшиеся в Северной Ирландии, выполняли все обязанности Ольстерского оборонного полка во время эскалации конфликта в Северной Ирландии в рамках операции «Знамя».
В 1993 году полк, состоявший тогда в дивизии Его Величества, был выведен из её состава по причине слишком большого размера и долгое время не был приписан ни к какой дивизии. В 1993 году два батальона слились в 1-й ирландский батальон, а к 2001 году число батальонов Домашней службы свелось к трём: 2-му (создан на основе 7-го и 9-го), 3-му (в него включили 8-й) и 4-му (в него включили 5-й).
В 2004 году полк находился на грани расформирования: в британском правительстве предложили объединить полки, каждый из которых состоял только из одного батальона, что угрожало Королевскому ирландскому полку исчезновением, поскольку это был единственный ирландский полк линейной пехоты и к тому же выполнял задачи во время конфликта в Северной Ирландии. В итоге полк решили не трогать и оставить в покое.
В 2005 году после официального заявления о прекращении военных операций в Северной Ирландии батальоны Домашней службы были официально выведены, процесс завершился к октябрю 2006 года. В июле 2007 года все батальоны были распущены, а батальон Королевских ирландских рейнджеров, состоявший в территориальной армии, был переименован во 2-й батальон. Ныне в Королевском ирландском полку присутствуют только 1-й (общей службы) и 2-й (армейский резерв). До лета 2007 года штаб-квартира полка располагалась в Баллимине, с лета 2007 года ею служат Дворцовые казармы в Холивуде (Белфаст).

## Вербовка и традиции
Вербовка солдат в полк осуществляется на территории всей Северной Ирландии: там проходят службу как католики, так и протестанты. В отличие от других полков линейной пехоты, обслуживающий персонал там почти полностью состоит из иностранцев (не граждан Великобритании), основу его составляют граждане Ирландии. По законодательству Ирландии служба в армии Великобритании гражданам разрешена, но при этом запрещается насильственная вербовка или какое-либо стимулирование к призыву. Службу в полку проходят также жители других стран Британского Содружества: ЮАР, Зимбабве, Фиджи и государств Карибского региона.
Униформа полка представляет собой сочетание униформы Королевских ирландских рейнджеров с кокардой Ольстерского оборонного полка на фуражках. Старшие офицеры носят с собой посохи из чёрного тёрна.

## Отличившиеся солдаты
Некоторые из солдат полка были награждены Военными крестами и крестами «За выдающееся мужество». К маю 2010 года семьям военнослужащих Королевского ирландского полка переданы 32 Креста Елизаветы и Мемориальных свитка.

### Ирак
- Капрал Тревор Райвод Култ (англ. Trevor Raywood Coult), Военный крест
- Лейтенант Ричард Гордон Дин (англ. Richard Gordon Deane), Военный крест[11]

### Афганистан
- Подполковник Колин Ричард Джеймс Уэйр[англ.] (англ. Colin Richard James Weir), MBE, орден «За выдающиеся заслуги»[12]
- Лэнс-капрал Рату Апениса Калитакивуна (англ. Ratu Apenisa Qalitakivuna), Военный крест[12]
- Сержант Элвин Джон Стивенс (англ. Alwyn John Stevens), крест «За выдающуюся храбрость»[13]
- Капрал Роберт Уильям Керр Макклёрг (англ. Robert William Kerr McClurg), крест «За выдающуюся храбрость»[13]
- Лэнс-капрал Джон Брюс Тодж (англ. Jone Bruce Toge), крест «За выдающуюся храбрость»[13]
- Капитан Дуглас Рикардо Битти[англ.] (англ. Douglas Ricardo Beattie), Военный крест[14]
- Капитан Дэвид Брэдли Рэйни (англ. David Bradley Rainey), Военный крест[13]
- Сержант Стивен Макконнелл (англ. Stephen McConnell), Военный крест[13]
- Рейнджер Алан Уильям Оуэнс (англ. Alan William Owens), Военный крест[13]

## Командиры полка
Командиры с 1992 года:

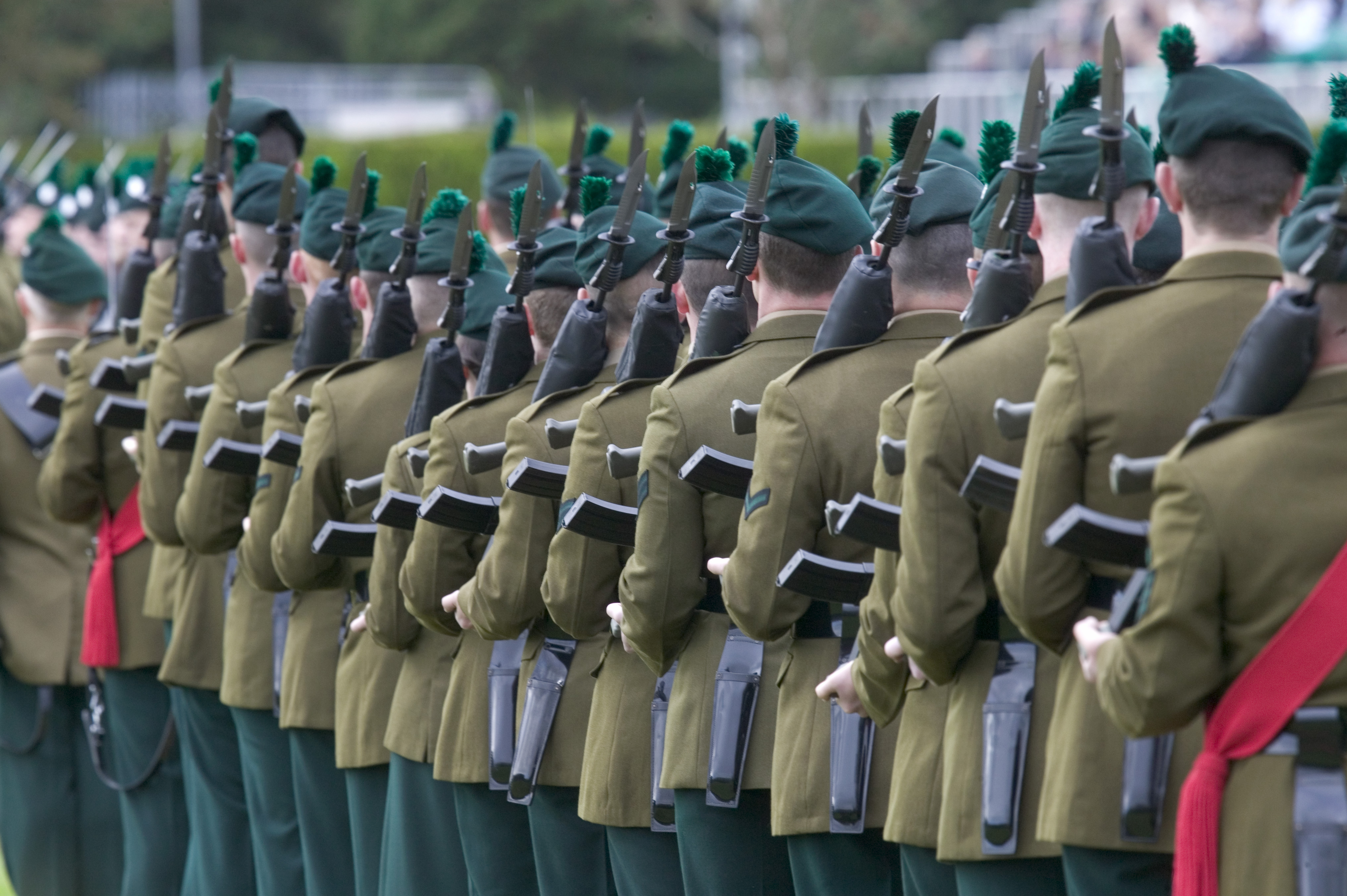
Бойцы Королевского ирландского полка на параде 6 октября 2006 года

- 1992—1996: генерал, сэр Чарльз Ричард Хакстабл[англ.], KCB, CBE
- 1996—2001: генерал, сэр Роджер Нил Уилер[англ.], GCB, CBE, ADC
- 2001—2013: генерал-лейтенант Филипп Чарльз Корнуоллис Траусделл[англ.], KBE, CB
- 2013—2018: бригадир Джозеф С. С. О'Салливан (англ. Joseph S.S. O'Sullivan)
- 2018—н. в.: генерал-майор Колин Уэйр[англ.], DSO, MBE[5]

## Покровители полка
- 1992—2022: вице-адмирал Эндрю, герцог Йоркский[16]
- 2023—н. в.: Софи, герцогиня Эдинбургская[17]

## Союзные подразделения
- Полк университетов Аделаиды[англ.]
- Десантный корабль Королевских ВМС HMS Bulwark[англ.]
- Королевский гибралтарский полк[англ.]
- Фузилёрный полк принцессы Луизы[англ.]
- Ирландский полк Канады[англ.] (2-й батальон)
- 2-й Полк Кентербери, Нельсона-Марльборо и Западного побережья[англ.]
- Панджабский полк[англ.] (1-й батальон)
- Полк передовых сил[англ.] (9-й батальон)
- 101-я воздушно-десантная дивизия
- Полк Эндрю Млангени[англ.] (ранее Южно-Африканский ирландский полк — South African Irish Regiment)